# Новак, Константин Филимонович
Константин Филимонович Новак (17 мая 1911, село Григорьевка, Павлодарский уезд, Екатеринославская губерния, Российская империя — неизвестно, Артёмовск, Донецкая область, Украинская ССР) — старший буровой мастер Красноармейской геологоразведочной партии треста «Артёмгеология» Главного управления геологии и охраны недр при Совете Министров Украинской ССР, Донецкая область. Герой Социалистического Труда (1963).

## Биография
Родился в 1911 году в крестьянской семье в селе Григорьевка Павлодарского уезда. До призыва на срочную службу в октябре 1933 года трудился в геологоразведочных партиях в Сталинской области. В 1936 году после военной службы возвратился на прежнюю работу, трудился бригадиром бурильной установки в тресте «Углеразведка». В 1940 году вновь был призван в Красную Армию. С июля 1941 года участвовал в Великой Отечественной войне. Сражался в составе 285-го стрелкового полка 183-й стрелковой дивизии. В последние годы войны — командир стрелковой роты. В марте 1946 года демобилизовался и продолжил трудиться бригадиром углеразведчиков в тресте «Донбассуглеразведка» (с 1947 года — «Артёмуглеразведка», затем — «Артёмгеология»).
Бригада под его руководством ежегодно показывала высокие трудовые результаты. В 1962 году шахтёры пробурили 42 тысячи метров скважин, открыла Южно-Донбасский угленосный пласт нижнекаменногоугольного возраста, новые угольные пласты в бассейне рек Сухие Ялы и Мокрые Ялы. Указом Президиума Верховного Совета СССР от 29 апреля 1963 года удостоен звания Героя Социалистического Труда за «выдающиеся успехи, в деле открытия и разведки месторождений полезных ископаемых» с вручением ордена Ленина и золотой медали «Серп и Молот» (№ 8664).
После выхода на пенсию проживал в Артёмовске. С 1968 года — персональный пенсионер союзного значения. Дата смерти не установлена.
Награды
- Герой Социалистического Труда
- Орден Ленина
- Орден Красной Звезды (07.05.1945)
- Орден Отечественной войны 2 степени (19.05.1945)
- Медаль «За трудовое отличие» (28.10.1949)
- Медаль «За трудовую доблесть» (26.04.1957)